# Хереро
Хереро е народ принадлежащ към езиковата група банту. Броят им е между 240 и 320 хил. По-голямата част от хереро живеят в Намибия, а останалата част в Ботсвана и Ангола. Повечето от тях работят като наемни работници в големи ферми или изхранват семействата си като търговци. Голяма част от тях напоследък мигрират в градовете където стават професионални работници. Хереро наричат себе си Овахереро и тази група включва себе си няколко подгрупи. Те не са разделени на племенен или етнически принцип, а по скоро представляват класово подразделение. Такива в Намибия са Овахимба, Оважимба, Овамбандеру и ваКуанду, в Ангола ваКувале, ваЗемба, Хакауона, Цавикуа, Цимба и Химба, които редовно преминават границата между Ангола и Намибия сезонно мигрирайки със своите стада в търсене на тучни пасища. По време на колониалния период европейците правят опит да отделят тези групи като на етнически принцип, но безуспешно. Хората схващат всички себе си като Овахереро, още повече говорят на един и същи език. Тези от тях, които живеят в Ангола говорят португалски език като втори. Хереро в Ботсвана говорят английски като втори, а тези в Намибия и африканс.